# Lestes patricia
Lestes patricia – gatunek ważki z rodziny pałątkowatych (Lestidae). Występuje w południowo-zachodnich Indiach (w Ghatach Zachodnich); niepotwierdzone stwierdzenia pochodzą także z Pakistanu.